# Dörtdivan (district)
Dörtdivan is een Turks district in de provincie Bolu en telt 7.108 inwoners (2007). Het district heeft een oppervlakte van 384,2 km². Hoofdplaats is Dörtdivan.
De bevolkingsontwikkeling van het district is weergegeven in onderstaande tabel.
| 1997   | 2000  | 2007  |
| ------ | ----- | ----- |
| 10.169 | 9.528 | 7.108 |